# Madison Pettis
Madison Michelle Pettis (Arlington, 1998. július 22. –) amerikai színésznő.
Legismertebb alakítása Sophie Martinez a 2007 és 2008 között futó Cory in the House című sorozatban. A Fiúkkal az élet című sorozatban is szerepelt.

## Fiatalkora
Madison Pettis 1998. július 22-én született a texasi Arlingtonban. Édesapja Steven Pettis afroamerikai, édesanyja Michelle Pettis olasz, francia és ír származású.

## Pályafutása
Karrierje kezdetén 2005 és 2006 között Bridget néven szerepelt a Barney és barátai.
Első jelentős szerepét  2006-ban kapta. Ő alakította Peyton Kellyt, Dwayne Johnson lányát, a 2007-es Disney filmben, a Gyerekjátékban. 2008-ban Bailey Bryant-ként szerepelt a Free Style című filmben.
2008-ban szerepelt a Horton és az A Muppets Christmas: Letters to Santa című filmekben.
Szerepelt a Cory in the House című sorozatban, mint Sophie.
2015-ben hangját adta a Disney Channel Az Oroszlán őrség című animációs sorozatában.

## Filmográfia

### Film
| Év   | Magyar cím                                      | Eredeti cím                                  | Szerep             | Magyar hang   |
| ---- | ----------------------------------------------- | -------------------------------------------- | ------------------ | ------------- |
| 2005 |                                                 | Barney: Can You Sing That Song?              | Bridget            |               |
| 2006 |                                                 | Barney: Let’s Make Music                     | Bridget            |               |
| 2007 | Gyerekjáték                                     | The Game Plan                                | Peyton Kelly       | Talmács Márta |
| 2008 |                                                 | Free Style                                   | Bailey Bryant      |               |
| 2008 | Hét élet                                        | Seven Pounds                                 | Connie lánya       |               |
| 2008 | Démontanya – Avagy ki engedte ki a szellemeket? | Mostly Ghostly                               | Tara Roland        | Pekár Adrienn |
| 2010 | Karácsonyi kutyabalhé                           | The Search for Santa Paws                    | Willamina (hangja) |               |
| 2011 | Gazdátlanul Mexikóban 2.                        | Beverly Hills Chihuahua 2                    | Lala (hangja)      |               |
| 2012 | Gazdátlanul Mexikóban 3.                        | Beverly Hills Chihuahua 3: Viva la Fiesta!   | Lala (hangja)      |               |
| 2014 |                                                 | Mostly Ghostly: Have You Met My Ghoulfriend? | Tara Roland        |               |
| 2015 |                                                 | Do You Believe?                              | Maggie             |               |
| 2020 |                                                 | American Pie Presents: Girls' Rules          | Annie              |               |
| 2021 | A srác nem jár egyedül                          | He's all that                                | Alden Pierce       | Rudolf Szonja |
| 2022 | Margaux, a gyilkos otthon                       | Margaux                                      | Hannah             | Pekár Adrienn |
| 2023 |                                                 | Deltopia                                     | Ellery             |               |

### Televízió
| Év         | Magyar cím                                    | Eredeti cím                           | Szerep                     | Megjegyzés                                                                              |
| ---------- | --------------------------------------------- | ------------------------------------- | -------------------------- | --------------------------------------------------------------------------------------- |
| 2006       | Jericho                                       | Jericho                               | Stacy Clemons              | 1 epizód:                                                                               |
| 2006       | Barney és barátai                             | Barney & Friends                      | Bridget                    | 4 epizód                                                                                |
| 2007–2008  |                                               | Cory in the House                     | Sophie Martinez            | főszereplő                                                                              |
| 2007       | Hannah Montana                                | Hannah Montana                        | Sophie Martinez            | 1 epizód                                                                                |
| 2007       | 4400                                          | The 4400                              | Isabelle Tyler fiatalon    | 1 epizód                                                                                |
| 2008       |                                               | A Muppets Christmas: Letters to Santa | Claire                     | tévéfilm                                                                                |
| 2009       |                                               | Are You Smarter Than a 5th Grader?    | önmaga                     | versenyző                                                                               |
| 2009       | Oso különleges ügynök                         | Special Agent Oso                     | Katie / Tara (hangja)      | 2 epizód                                                                                |
| 2009–2014  | Phineas és Ferb                               | Phineas and Ferb                      | Adyson Sweetwater (hangja) | mellékszereplő                                                                          |
| 2011–2015  | Jake és Sohaország kalózai                    | Jake and the Never Land Pirates       | Izzy (hangja)              | - főszereplő - magyar hangja: - Koller Virág (1. szinkron) - Boldog Emese (2. szinkron) |
| 2011       | A kísértetek órája                            | R.L. Stine's The Haunting Hour        | Julie                      | 1 epizód                                                                                |
| 2011–2013  | Fiúkkal az élet                               | Life with Boys                        | Allie Brooks               | - főszereplő - magyar hangja: - Nagy Blanka                                             |
| 2012–2015  | Laborpatkányok                                | Lab Rats                              | Janelle                    | mellékszereplő                                                                          |
| 2015–2016  |                                               | The Fosters                           | Daria                      | mellékszereplő                                                                          |
| 2015       | Vásott szülők                                 | Parenthood                            | Lynne                      | 1 epizód                                                                                |
| 2015       | A Büszke Birtok oroszlánőrsége: Kion üvöltése | The Lion Guard: Return of the Roar    | Zuri (hangja)              | - tévéfilm - magyar hangja: - Pekár Adrienn                                             |
| 2016–2019  | Az Oroszlán őrség                             | The Lion Guard                        | Zuri (hangja)              | - mellékszereplő - magyar hangja: - Pekár Adrienn                                       |
| 2016       |                                               | Late Bloomer                          | Frankie                    | tévéfilm                                                                                |
| 2016       |                                               | The Real O'Neals                      | Chloe Perrente             | 1 epizód                                                                                |
| 2017       | Esküdt ellenségek: Különleges ügyosztály      | Law & Order: Special Victims Unit     | Stacey Vanhoven            | 1 epizód                                                                                |
| 2018–2019  |                                               | Five Points                           | Tosh Bennett               | - főszereplő - websorozat                                                               |
| 2018       | Szófia hercegnő                               | Sofia the First                       | Cassandra hercegnő         | 1 epizód                                                                                |
| 2018–2021  | Fancy Nancy Clancy                            | Fancy Nancy                           | Bridgette (hangja)         | 3 epizód                                                                                |
| 2019, 2021 | Mickey és az autóversenyzők                   | Mickey and the Roadster Racers        | Olivia hercegnő (hangja)   | 2 epizód                                                                                |